# 적연질산

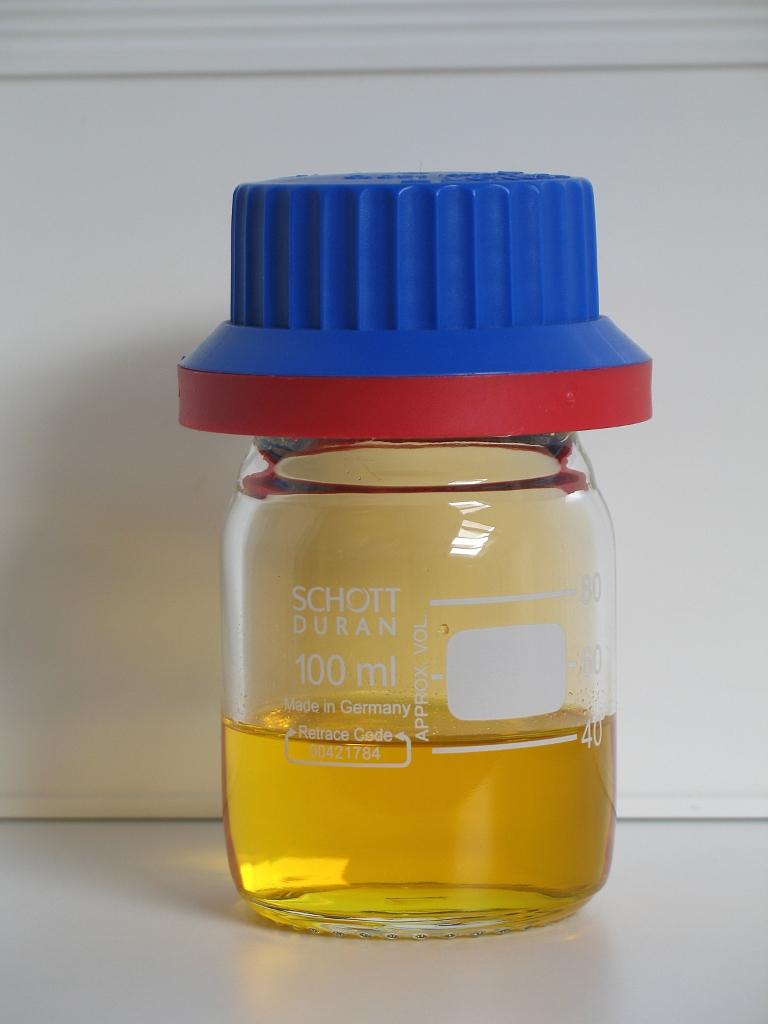

적연질산(赤煙窒酸, 영어: Red fuming nitric acid, RFNA)은 로켓 추진제의 저장성 산화제로 사용되는 화합물이다. 질산 84%, 사산화 이질소 13%, 물 2%로 구성된다.
적연질산은 강력한 부식성으로 인해, 보통 부식 방지제(inhibitor)와 함께 사용된다. 이를 부식 방지된 적연질산, inhibited RFNA이라고 해서 IRFNA라고 부른다.
IRFNA는 1967년부터 444회를 발사해서 세계에서 가장 많이 발사된 경량 우주로켓인 109톤 Kosmos-3M의 산화제로 사용된다.

## 화학성분
- IRFNA IIIa: 83.4% HNO3, 14% NO2, 2% H2O, 0.6% HF
- IRFNA IV HDA: 54.3% HNO3, 44% NO2, 1% H2O, 0.7% HF
- S-Stoff: 96% HNO3, 4% FeCl3
- SV-Stoff: 94% HNO3, 6% N2O4
- AK20: 80% HNO3, 20% N2O4
- AK20F: 80% HNO3, 20% N2O4, 불소 계열 부식방지제
- AK20I: 80% HNO3, 20% N2O4, 요오드 계열 부식방지제
- AK20K: 80% HNO3, 20% N2O4, 불소 계열 부식방지제
- AK27I: 73% HNO3, 27% N2O4, 요오드 계열 부식방지제
- AK27P: 73% HNO3, 27% N2O4, 불소 계열 부식방지제

## 북한
2016년 2월 7일 발사한 북한의 광명성 로켓의 1단 로켓의 파편을 한국 해군이 서해 해저에서 수거해 분석한 결과, 적연질산을 산화제로 쓴다는 것이 밝혀졌다. 고정환 항우연 한국형발사체개발사업 본부장은 "북한이 사용하는 산화제인 적연질산은 로켓 규모를 키우는 데 한계가 있다"고 말한다.
적연질산은 남자에게 폐암, 여자는 불임을 유발하는 굉장히 위험한 물질이지만 장기간 상온보관이 가능하다.
2012년 12월 발사한 은하 3호도 1단 로켓도, 한국 해군이 서해에서 수거해 분석한 결과, 적연질산을 산화제로 쓴다는 것이 밝혀졌다.

## 같이 보기
- 백연질산